# Guillermo Ameer
Guillermo Antonio Ameer né au Panama, est professeur, ingénieur, inventeur et entrepreneur américain.  

## Début de la vie
Ameer est né au Panama. Il a immigré aux États-Unis avec son frère en 1988 où il s'est installé à New York. Plus tard, il a déménagé au Texas où il a commencé à fréquenter au Collège Collin (en) et l'Université du Texas à Austin où il s'est spécialisé en génie chimique. Ameer était stagiaire chez Hoechst Celanese et opérateur d'été chez Shell Oil Company. Il a obtenu son Sc. D. en génie chimique au Massachusetts Institute of Technology où il a étudié avec le pionnier de la biotechnologie Robert Langer. Après avoir obtenu son diplôme, il a poursuivi des études postdoctorales au MIT et au département de pathologie de l'université Harvard où il a travaillé avec Hidde Ploegh (en) et William Harmon (en).

## Recherche
En 2018, l'équipe d'Ameer a développé un bandage régénératif conçu pour guérir les Ulcères du pied diabétique. Le pansement est un liquide qui, au contact du tissu blessé, se transforme en gel.
En 2018, il a contribué à la création du Centre d'ingénierie régénérative avancée (CARE) et en est actuellement le directeur.
Membre de l'Institut américain d'ingénierie médicale et biologique (en), de la Société de génie biomédical (en), de l'American Institute of Chemical Engineers, de l'association américaine pour l'avancement des sciences, de la Société de recherche sur les matériaux (en) et de l'Académie américaine des Arts et des sciences.

## Bourses et prix
- 2004 ː Récipiendaire du prix des jeunes chercheurs de la Fondation Arnold et Mabel Beckman (en)[4];
- 2006 ː Récipiendaire du Prix CARRIÈRE de la National Science Foundation (en)[5];
- 2009 ː Membre de l'Institut américain d'ingénierie médicale et biologique (en)[6];
- 2014 ː Membre de la Société de génie biomédical (en)[7];
- 2017 ː Membre fondateur du conseil d'administration de la Regenerative Engineering Society[8];
- 2017 ː Élu membre de l'American Institute of Chemical Engineers[9];
- 2018 ː Reçu la « Clé de la ville », Panama City, Panama[9];
- 2018 ː Élu membre de l'Association américaine pour l'avancement des sciences [10];
- 2019 ː Prix Martin E. et G. Gertrude G. Walder pour l'excellence en recherche[11];
- 2019 ː Membre de l' Académie nationale des inventeurs (en)[12];
- 2020 ː Récipiendaire du prix Clemson pour ses contributions à la littérature décerné par la Society for Biomaterials[13];
- 2021 ː Membre de la Société de recherche sur les matériaux (en)[14];
- 2021 ː Élu à l'Académie nationale de médecine[15];
- 2022 ː Récompensé par le prix de l'innovation et du développement technologique décerné par la Society For Biomaterials[16];
- 2023 ː Élu membre de l'Académie américaine des arts et des sciences[17].